# Ramón Escolano
Ramón Escolano (Barcelona, 10 de septiembre de 1943-Tarrasa, Barcelona, 24 de enero de 2001) fue un dibujante e ilustrador.
A los quince años publicó su primer dibujo como profesional en la revista Lecturas del grupo HYMSA, con el que siguió colaborando en sus distintas revistas durante 30 años. En 1960 empezó a colaborar en la desaparecida Editorial Bruguera realizando cómics e ilustraciones, al mismo tiempo que a través de la agencia Selecciones Ilustradas publicaba sus dibujos en editoriales extranjeras como IPC (Reino Unido), Thompson (Reino Unido), Skywald y Warren (EE. UU.), Oberon (Países Bajos), Bastei (Alemania), etc. Para el mercado español, aparte de la citada Editorial Bruguera, colaboró con las desaparecidas editoriales Toray y Ferma. En 1968 empezó a trabajar como ilustrador para Editorial Molino, hasta la fecha de su muerte.
En el terreno periodístico realizó tiras humorísticas de actualidad en el desaparecido diario Tele-Exprés, El Mundo Deportivo y Sport. En 1965 y durante 7 años simultaneó su trabajo de ilustrador con el de realizador de spots publicitarios, tanto de dibujo animado como de imagen real. También durante un tiempo produjo y dirigió fotonovelas. En los últimos años de la década de 1990 y hasta su fallecimiento realizó storyboards para series de dibujos animados para TV (D’Ocon films y Neptuno Films), al tiempo que continuó sus colaboraciones en el terreno del cómic y de la ilustración, tanto para editoriales nacionales como extranjeras.
Otra faceta fue la de locutor de radio, colaborando desde 1974 con el también desaparecido Salvador Escamilla en su programa de radio RadioScope.
Algunos trabajos publicados:
 British Girl's Romance 
 (enlace roto disponible en Internet Archive; véase el historial, la primera versión y la última). Vampirella
 Boletín Informativo. Bang!
- Datos: Q6099585